# Óscar Espinosa Chepe
Óscar Manuel Espinosa Chepe (Cienfuegos, 29 de novembro de 1940 - Cercedilla, 23 de setembro de 2013) foi um economista cubano.
Estudou na Universidade de Havana e se tornou conselheiro econômico de Fidel Castro e coordenador econômico entre Cuba e Hungria, Tchecoslováquia e Iugoslávia. Mais tarde foi um dissidente e sentenciado em 2003 na Primavera Negra.